# Screamers (dokumentärfilm)
Screamers är en dokumentärfilm från 2006, vilken är gjord av regissören Carla Garapedian. Filmen tar upp det kontroversiella ämnet massmord och hur det har påverkat människorna som lever idag. 
Filmen handlar även mycket om bandet System of a Down och intervjuer berörande massmord. Intervjuer görs med människorrättsaktivister, professorn Samantha Power och personer som var involverade i massmorden i Rwanda och Darfur.
Därefter ges en syn på Turkiet och dess förnekelse av det armeniska folkmordet som ägde rum mellan 1915 och 1923.